# ウルングル湖

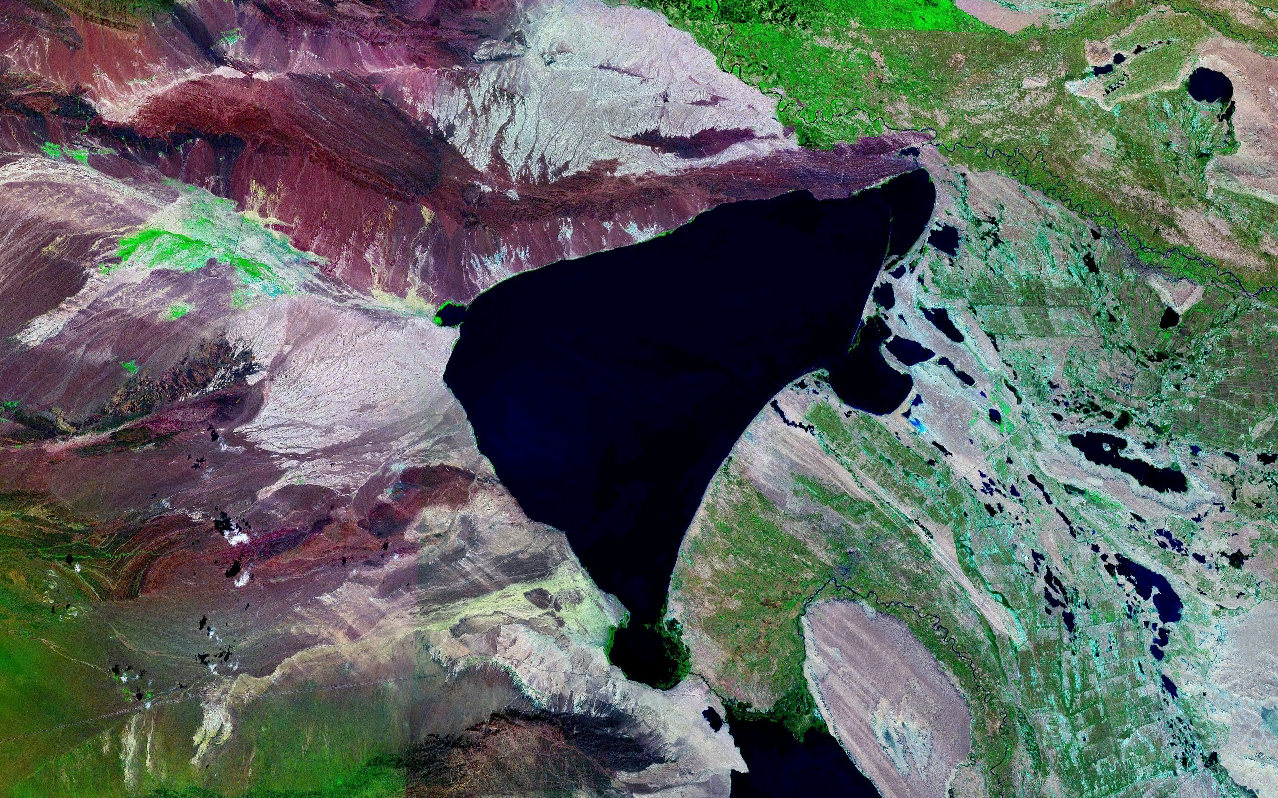
ウルングル湖の衛星写真

ウルングル湖（ウルングルこ、中国語: 乌伦古湖、英語: Ulungur Lake）は中国新疆ウイグル自治区イリ・カザフ自治州アルタイ地区ブルルトカイ県にある湖である。湖の面積は1,035平方キロメートルで、中国で十大淡水湖のひとつ。流れ込む主な川はウルングル川である。イルティシュ川も北東に4km以内にあり、北極海に向かって流れているが、ウルングル湖とは異なる水系で、ウルングル湖は内陸流域性の湖である。

## 概要
ウルングル湖はジュンガル盆地の北部にあり、2つの部分に分かれており、通常別々の湖と見なされている。ブルントゥオ湖（つまりウルングル湖）とより小さなジリ湖（吉力湖、北緯46度55分00秒 東経87度25分00秒 / 北緯46.91667度 東経87.41667度）で、2つは狭い水路で接続している。ウルングル＝ジリ水系の主な水源はウルングル川である。現在、その主な水路は北緯46度59分30秒 東経87度26分00秒 / 北緯46.99167度 東経87.43333度でジリ湖に入る。
1960年から1987年の間に、灌漑やその他の必要性で川の水の使用が増加したため、湖の水位は4.2mほど低下した。この問題を緩和するために、1987年にウルングル湖とイルティシュ川の間の狭い峡谷を通る運河が建設されて、イルティシュ川の水の一部が湖に導かれた。この運河はGoogle マップで見ることができる：北緯47度26分31秒 東経87度34分11秒 / 北緯47.44194度 東経87.56972度から始まり、2つの出口（北緯47度25分16.3秒 東経87度33分04.6秒 / 北緯47.421194度 東経87.551278度と北緯47度25分21.6秒 東経87度33分27.5秒 / 北緯47.422667度 東経87.557639度）で終る。このおかげで、次の年の秋までに湖の水位が元のレベルに戻ることを可能にし、その岸の周りの湿地も復活することも可能にした。また、これにより湖の漁業を回復させることもできた。
ウルングル湖岸には「ウルングル湖国家湿地公園」があり、野鳥の休息地になっている。

## 漁業
ボステン湖と並んで、ウルングル湖は新疆ウイグル自治区で最も重要な2つの漁業用湖である。湖の主な魚種はブリーム、シベリア・デイス（Siberian dace）、ヨーロピアンパーチである。ウルングル湖の漁獲量は1971年に過去最高の4,500トンに達したが、その後より持続可能なレベルにまで減少した。
冬の間、湖で氷釣りが行われる。